# Ceriporiopsis jelicii
Ceriporiopsis jelicii är en svampart som först beskrevs av Tortic & A. David, och fick sitt nu gällande namn av Ryvarden & Gilb. 1993. Ceriporiopsis jelicii ingår i släktet Ceriporiopsis och familjen Phanerochaetaceae.   Inga underarter finns listade i Catalogue of Life.
I den svenska databasen Dyntaxa används istället namnet Skeletocutis jelicii för samma taxon.  Arten är reproducerande i Sverige.